# Borya inopinata
Borya inopinata är en enhjärtbladig växtart som beskrevs av Paul Irwin Forster och E.J.Thomps. Borya inopinata ingår i släktet Borya och familjen Boryaceae. Inga underarter finns listade i Catalogue of Life.